# Рубцівська сільська рада
| Рубцівська сільська рада — колишній орган місцевого самоврядування у Лиманському районі Донецької області з адміністративним центром у с. Рубці. Сільській раді підпорядковані населені пункти: - с. Рубці - с. Вовчий Яр - с. Лозове |

## Склад ради
Рада складається з 19 депутатів та голови.

## Керівний склад сільської ради
| ПІБ                           | Основні відомості                                                    | Дата обрання | Дата звільнення |
| ----------------------------- | -------------------------------------------------------------------- | ------------ | --------------- |
| Гальченко Людмила Михайлівна  | Сільський голова, 1947 року народження, освіта, член Партії регіонів | 26.03.2006   | 31.10.2010      |
| Безгубов Микола Володимирович | Сільський голова, 1985 року народження, освіта вища, безпартійний    | 31.10.2010   |                 |

Примітка: таблиця складена за даними джерела